# Chiến dịch Kharkov (1941)
Chiến dịch Kharkov (1941), theo cách gọi của Wilhelm Keitel là Trận Kharkov lần thứ nhất, còn theo lịch sử của Nga là Chiến dịch phòng thủ Sumy-Kharkov, diễn ra từ ngày 1 tháng 10 đến ngày 29 tháng 10 năm 1941 tại các khu công nghiệp Donbass và trọng điểm là thành phố Kharkov và các vùng phụ cận trong giai đoạn cuối của Chiến dịch Barbarossa. Đây là trận tấn công và truy kích lớn thứ tư của Đức Quốc Xã vào hướng Tây Nam Liên Xô theo tuyến từ biên giới phía Tây ở Lviv qua Uman tới Kiev ở miền Trung Ukraina rồi tới Kharkov ở Đông Ukraina.
Lực lượng Đức Quốc xã tiến đánh Kharkov gồm 20 sư đoàn và 2 lữ đoàn thuộc các tập đoàn quân dã chiến 6 và 17 của Cụm tập đoàn quân Nam, trong đó có hai lữ đoàn cơ giới Hungary. Quân đội Liên Xô phòng thủ khu vực Tây Nam mặt trận gồm 19 sư đoàn và 4 lữ đoàn thuộc các tập đoàn quân 6, 21, 38 và 40. Trong đó, tập đoàn quân 38 được giao nhiệm vụ chặn quân Đức trước cửa ngõ Kharkov để Liên Xô có thêm thời gian đưa các cơ sở công nghiệp tại khu vực này này di dời về phía đông. Đến ngày 21 tháng 10, toàn bộ cơ sở vật chất của các nhà máy tại Kharkov đã được di dời, lúc đó các chi đội đi trước của tập đoàn quân 6 (Đức) chỉ còn cách đoàn xe lửa chở các máy móc chừng 11 cây số.
Tập đoàn quân số 6 của Đức đã tiến công và bao vây phía bắc của thành phố. Trong khi đó, Tập đoàn quân số 17 hình thành vòng vây tại phía nam của các cứ điểm của quân đội Liên Xô. Cuối cùng thì Kharkov rơi vào tay quân Đức nhưng các cơ sở công nghiệp quan trọng đã được kịp thời được di chuyển khỏi thành phố. Quân đội Đức chiếm được một thành phố gần như trống rỗng.

## Bối cảnh

Các cuộc tấn công của quân đội Đức Quốc xã tại miền Nam Liên Xô cuối năm 1941

Cuối tháng 9 năm 1941, Phương diện quân Tây Nam của quân đội Liên Xô đã bị thiệt hại nặng nề khi giao chiến với Cụm tập đoàn quân Nam của quân đội Đức Quốc xã. 5 tập đoàn quân Liên Xô bị bao vây ở phía đông Kiev, trong đó, có 3 tập đoàn quân hầu như bị đánh tan. Cánh bắc của Cụm tập đoàn quân Nam (Đức) phát huy chiến quả, mở rộng tấn công vào vùng công nghiệp Donbass với các cụm công nghiệp Voronezh, Kharkov, Zaporozhe, Poltava, Krasnograd, Nikolaev, Krivoi Rog. Để ngăn chặn quân Đức trên hướng Tây Nam, Bộ Tổng tư lệnh quân đội Liên Xô đã tái lập Phương diện quân Tây Nam do nguyên soái S. M. Timoshenko với quân số được huy động từ lực lượng dự bị 12 sư đoàn cùng với số quân vừa thoát khỏi vòng vây tương đương 6 sư đoàn. Tuy nhiên, lực lượng này vẫn không đủ để chặn được các cuộc tấn công của Cụm tập đoàn quân Nam (Đức) hầu như chiếm ưu thế tuyệt đối về xe tăng, không quân và ưu thế tương đối về bộ binh. Phương diện quân Tây Nam chỉ đủ sức làm chậm đà tiến công của quân Đức nhằm tranh thủ thêm thời gian để sơ tán các thành phố công nghiệp tại vùng Donbass về phía đông để tiếp tục sản xuất và cung cấp phương tiện chiến tranh cho các mặt trận.
Bộ tổng tư lệnh tối cao quân đội Đức đã ra Chỉ thị số 35 lệnh cho Cụm tập đoàn quân Nam phải tiến đến Verkhovka nhưng lại rút Tập đoàn quân xe tăng 2 về hướng Moskva, làm cho tốc độ tiến công trên cánh Bắc của Cụm tập đoàn quân Nam (Đức) bị chậm lại.. Tuy nhiên, cánh Nam của Cụm tập đoàn quân Nam (Đức) có tập đoàn quân xe tăng 1 của tướng Paul Kleist là lực lượng đột kích đã thu được kết quả khả quan hơn. Ngày 28 tháng 9 năm 1941, tập đoàn quân xe tăng này đã đi vòng qua Novomoskovsk và tiến đánh Pavlograd, đẩy các tập đoàn quân 37 (tái lập) của tướng Lopatin và tập đoàn quân 12 (tái lập) của tướng Koroteev lùi về phía tuyến Izium - Stalino (Donetsk). Giữa cánh phải của Phương diện quân Nam và cánh trái của Phương diện quân Tây Nam (Liên Xô) xuất hiện một khoảng trống dài gần 100 km. Để tránh nguy cơ bị đánh bọc sườn, nguyên soái S. M. Timoshenko phải cho rút cánh trái của Phương diện quân Tây Nam thêm 100 km về phía đông.

## Vài nét về thành phố và khu công nghiệp Kharkov

Trụ sở Ban Công nghiệp Nhà nước Cộng hòa XHCN Xô Viết Ukraina tại Kharkov (năm 1930)

Vào cuối thế kỷ XIX, thành phố Kharkov đã trở thành một trung tâm công nghiệp lớn của Đế quốc Nga. Với sự phát triển của mạng lưới đường sắt, thành phố này cũng trở thành một trung tâm đầu mối giao thông quan trọng của vùng Donbass. Trong giai đoạn từ năm 1917 đến năm 1934, Kharkov là thủ đô của Cộng hòa xã hội chủ nghĩa Xô Viết Ukraina. Năm 1935, thủ đô nước cộng hòa này dời về Kiev nhưng thành phố vẫn tiếp tục phát triển và giữ vị trí quan trọng đối với cả vùng Donbass..
Trong thời gian thực hiện ba Kế hoạch phát triển kinh tế 5 năm đầu tiên (1925-1940), người ta đã xây dựng tại Kharkov nhiều nhà máy, xí nghiệp công nghiệp quan trọng. Đến năm 1940, Kharkov là thành phố lớn thứ hai ở Ukraina và đứng thứ tư ở Liên Xô với công nghệ cao (tại thời điểm đó), nền công nghiệp quốc phòng phát triển và mạng lưới cơ sở hạ tầng giao thông vào loại tiên tiến. So với Đông Âu, Kharkov là thành phố có mật độ dân số cao và tài nguyên sức lao động dồi dào..

### Kharkov trong mùa hè năm 1941

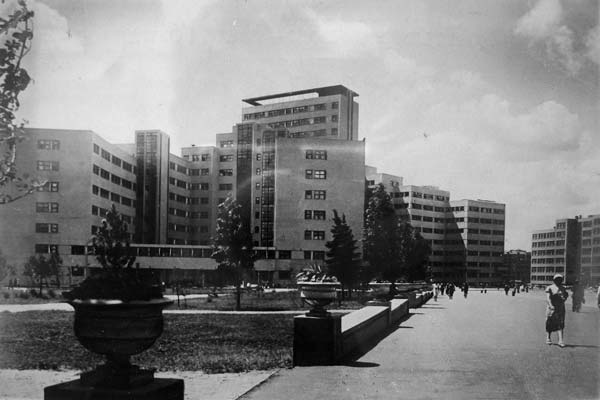
Một đường phố ở Kharkov năm 1936

Khi Chiến tranh Xô-Đức nổ ra, Bộ chỉ huy quân sự vùng Donbass gồm các khu Kharkov, Stalino, Voroshilovgrad (Luhansk) và Sumy đã động viên 600.000 người tham gia quân đội, chiếm 30% dân số là nam giới trong độ tuổi từ 18 đến 55.. Trong vùng này còn có nhiều trường quân sự như các trường huấn luyện thiết giáp, bộ binh, pháo binh, chính trị quân sự, kỹ thuật quân sự, các trường dân sự thuộc các ô tô, hàng không, y tế, thông tin và trường đại học của Bộ Nội vụ (NKVD).
Tại khu công nghiệp Kharkov vào mùa hè năm 1941 đã tập trung một số lớn nhà máy, xí nghiệp công nghiệp quốc phòng có ý nghĩa chiến lược quan trọng như:
- Nhà máy Malyshev mang tên Quốc tế Cộng sản là cơ sở chế tạo xe tăng lớn nhất trong các nhà máy sản xuất xe tăng của Liên Xô. Khoảng 80% xe tăng T-34 của Liên Xô trước tháng 8 năm 1941 được chế tạo tại đây. Ngoài ra, ở đây còn có các cơ sỏa sản xuất động cơ xe tăng, máy kéo cho pháo binh, động cơ hơi nước như "Nhà máy Quốc tế cộng sản và "Nhà máy Voroshilovets".[15][16]
- Tổ hợp công nghiệp hàng không Kharkov chuyên sản xuất loại máy bay ném bom SU-2.[17]
- Nhà máy sản xuất máy kéo Sergei Ordzhonikidze trong thời điểm đầu cuộc chiến tranh Xô-Đức đã được sử dụng làm cơ sở sửa chữa xe tăng, nghiên cứu và sản xuất thử loại xe tăng hạng nhẹ T-60.[15]
- Nhà máy "FED" do Bộ Nội vụ quản lý chuyên sản xuất các loại dụng cụ quang học dùng cho súng bắn tỉa và thiết bị quang học đo lường dành cho máy bay. Khoảng 1/3 số lượng dụng cụ quang học dùng cho súng bắn tỉa được sản xuất tại đây.[18]

Ngay từ thời gian đầu cuộc chiến tranh, các cơ sở công nghiệp lớn tại Kharkov như Nhà máy sản xuất turbin khí Kharkov, để sản xuất quân sự đã được chuyển hướng tất cả các doanh nghiệp thuộc ngành công nghiệp Kharkov, nhà máy chế tạo ô tô "Búa liềm" đã chuyển sang sản xuất các loại súng cối 82 mm và 120 mm, súng tiểu liên Shpagin PPSh-41, đạn dược và các trang thiết bị quân sự khác.
Cũng vào thời điểm đó, tại Kharkov đã tập trung 70 cơ sở nghiên cứu khoa học và công nghệ như viện nghiên cứu, phòng thiết kế và phòng thí nghiệm thuộc nhiều lĩnh vực khác nhau. Trong đó, có Phòng thiết kế của các nhà máy Malyshev và Quốc tế Cộng sản về lĩnh vực xe tăng, viện Giprostal là cơ sở nghiên cứu khoa học chung của 45 nhà máy thép, Viện Kỹ thuật chất liệu Kharkov nghiên cứu về lĩnh vực vật lý hạt nhân...
Mùa thu năm 1941, Kharkov là đầu mối trung tâm lớn nhất về đường sắt, đường bộ và đường không có tính chiến lược. Trung tâm này không chỉ có vai trò quan trọng trong tuyến vận tải từ tây bắc đến đông nam Ukraina, mà còn có ảnh hưởng đến các phần lãnh thổ của Liên Xô tại Đông Bắc và Đông Nam châu Âu. Liên hiệp các xí nghiệp đường sắt Phương Nam đóng tại Kharkov có chức năng liên kết các khu vực trung tâm của Liên Xô với Krym, Kavkaz, Dniepr và Donbass.. Mạng lưới cảng hàng không bao gồm nhiều nhà ga hàng không và các sân bay khu vực. Cảng hàng không lớn nhất trong khu vực thuộc về hãng Aeroflot với đường băng bằng bê tông cho phép máy bay cất cánh, hạ cánh trong bất kỳ tình trạng thời tiết nào. Những đường băng còn lại là đường băng đất nện. Tuyến đường bộ có ý nghĩa quan trọng nhất là tuyến Moskva-Kursk-Kharkov chạy sông sông với mặt trận được quân đội sử dụng để cơ động lực lượng trước tiền duyên. Các nút giao thông quan trọng tại Kharkov cũng được thiết kế và xây dựng hiện đại tương đương với khu vực Moskva. Sau khi quân đội Đức Quốc xã đánh chiếm Kiev, lãnh đạo Đảng và Nhà nước Liên Xô chủ trương sơ tán triệt để toàn bộ khu vực công nghiệp Kharkov và vùng Donbass sang phía đông, đến các thành phố Saratov, Kubishev (nay là Ekaterinburg), Cheliabilsk, Sverlovsk.... Sau khi sơ tán xong, rút quân và bỏ lại các thành phố Kharkov, Belgorod và vùng Donbass. Mệnh lệnh rút quân được khẳng định bằng bức điện ngày 15 tháng 10 năm 1941 của Đại bản doanh Bộ Tổng tư lệnh tối cao quân đội Liên Xô:
| “             | Đại bản doanh Bộ Tổng tư lệnh tối cao ra lệnh: Từ ngày 17 tháng 10, Phương diện quân Tây Nam bắt đầu rút về tuyến Kastornaiya, Stary Oskon, Novy Oskon, Valuyki, Kupiansk, Krasny Liman; phải hoàn thành trước ngày 30 tháng 10 | ” |
| — Borisovich, | |   |

### Kharkov và khu công nghiệp của nó trongkế hoạch Barbarossacủa nướcĐức quốc xã
Đế chế thứ ba cũng đánh giá được tầm quan trọng đặc biệt của khu công nghiệp Kharkov. Từ tháng 8 đến đầu tháng 9 năm 1941 Adolf Hitler đã nhiều lần nhấn mạnh những lợi thế về năng lực công nghiệp của Kharkov:
| “                                                                                            | Kharkov và cả khu vực Donets là vùng có tầm quan trọng lớn thứ hai ở miền Nam Nga cần được đánh chiếm. Không có các cơ sở quan trọng này, toàn bộ nền kinh tế của người Nga chắc chắn sẽ sụp đổ | ” |
| — Adolf Hitler. Nói tại cuộc họp của các chỉ huy quân sự cao cấp ngày 4 tháng 8 năm 1941., . | |   |

| “                                                                      | Sự mất mát của các trung tâm công nghiệp St Petersburg và Kharkov sẽ tương đương với sự đầu hàng | ” |
| — Adolf Hitler. Phát biểu tại "Wolfsschanze" ngày 9 tháng 9 năm 1941., |                                                                                                  |   |

Từ cuối tháng 7 năm 1941, thành phố Kharkov, ga đầu mối đường sắt Kharkov và các tuyến đường sắt trong vùng đã phải chịu các cuộc không kích lớn của Không quân Đức. Tuy nhiên, ngoài mục tiêu chính là các tuyến đường sắt và các cơ sở quân sự, khu dân cư của thành phố và các cơ sở công nghiệp đang sản xuất hầu như không bị đánh phá. Điều đó gián tiếp khẳng định quân đội Đức Quốc xã đã tìm cách giữ lại các cơ sở công nghiệp của khu vực công nghiệp Kharkov nhằm tiếp tục sử dụng chúng sau này.
Tầm quan trọng lớn của Kharkov còn gắn liền với các đầu mối giao thông thủy, bộ, và đường ống, kiểm soát con đường chiến lược từ Moskva đi Kavkaz. Nếu đánh chiếm được những đầu mối này, quân đội Đức Quốc xã không chỉ ngăn chặn được các tuyến đường ngắn nhất cung cấp dầu hỏa của người Nga mà còn có thể sử dụng nó để chuẩn bị cho những chiến dịch lớn hơn tại vùng Kavkaz. Ngoài ra, xung quanh khu vực Kharkov là một vùng nông nghiệp giàu có và rộng lớn của Ukraina, nơi có thể cung cấp nhiều lương thực và thực phẩm cho các kế hoạch tiếp theo của quân đội Đức Quốc xã.

## Binh lực và ý đồ tác chiến của các bên
Trong thời gian từ ngày 1 đến ngày 31 tháng 10, tương quan binh lực của Cụm tập đoàn quân Nam (Đức) và Phương diện quân Tây Nam (Liên Xô) như sau:

### Cụm tập đoàn quân Nam của Quân đội Đức Quốc xã

#### Binh lực

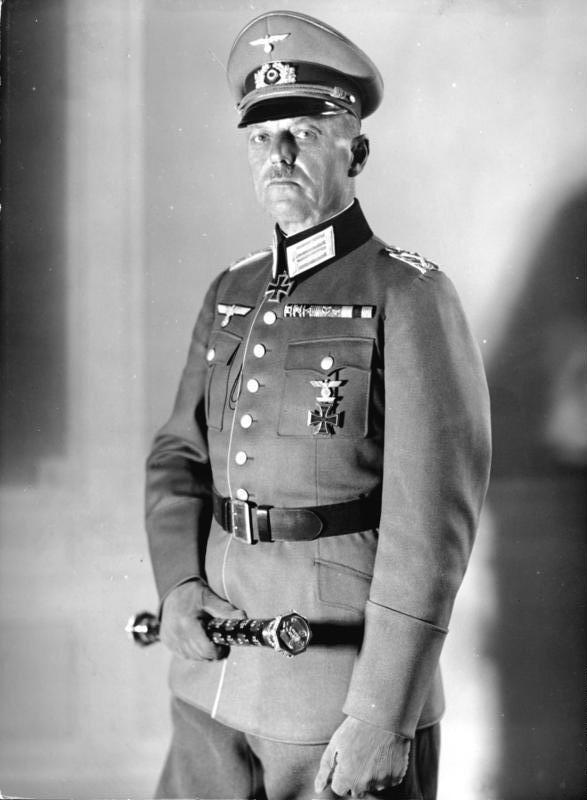
Thống chế quân đội Đức Quốc xã Gerd von Rundstedt, tư lệnh Cụm tập đoàn quân Nam

- Tư lệnh: Thống chế Gerd von Rundstedt
- Tập đoàn quân dã chiến 6 do Thống chế Walther von Reichenau chỉ huy. Trong biên chế có:
  - Quân đoàn bộ binh 29 của tướng Hans von Obstfelder gồm các sư đoàn bộ binh 75, 168 và 299;
  - Quân đoàn bộ binh 51 của tướng Alfred-Hermann Reinhardt gồm các sư đoàn bộ binh 44 và 79;
  - Quân đoàn bộ binh 17 của tướng Werner Kienitz gồm các sư đoàn bộ binh 101, 239 và 294;
  - Quân đoàn bộ binh 55 của tướng Erwin Vierow gồm sư đoàn bộ binh 57 và sư đoàn bộ binh nhẹ 100
- Tập đoàn quân dã chiến 17 do tướng Carl-Heinrich von Stülpnagel chỉ huy. Trong biên chế có:
  - Quân đoàn bộ binh 11 của tướng Otto Wöhler gồm các sư đoàn bộ binh 68, 125 và 297;
  - Quân đoàn bộ binh 4 của tướng Viktor von Schwedler gồm các sư đoàn bộ binh 76, 94 và sư đoàn bộ binh nhẹ 97;
  - Quân đoàn bộ binh 52 của tướng Kurt von Briesen gồm các sư đoàn bộ binh 9 và 298;
  - Quân đoàn cơ giới Hungary gồm các lữ đoàn cơ giới 1 và 2;
  - Các sư đoàn bộ binh độc lập 257 và 295.[28]
- Cánh Nam của tập đoàn quân xe tăng 2 do tướng Heinz Guderian chỉ huy thuộc Cụm tập đoàn quân Trung tâm
  - Sư đoàn xe tăng 9
  - Sư đoàn cơ giới 25.[29]

#### Kế hoạch tác chiến

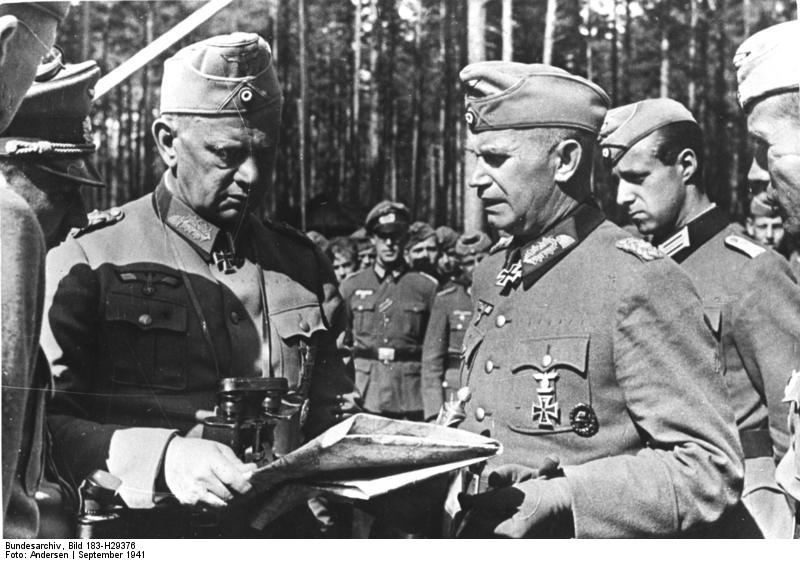
Thống chế Walther von Reichenau, Tư lệnh Tập đoàn quân 6 đang xem xét kế hoạch tấn công, ngày 1 tháng 10 năm 1941

Theo Chỉ thị số 34 của Bộ Tổng tư lệnh tối cao quân đội Đức Quốc xã, Cụm tập đoàn quân Nam có nhiệm vụ đánh chiếm Krym, các vùng công nghiệp Kharkov, các mỏ than trong khi vực Donets và tuyến vận chuyển dầu hỏa từ Kavkaz.. Chủ lực của tập đoàn quân xe tăng 1 và tập đoàn quân dã chiến 11 của quân đội Đức Quốc xã được tập trung cho một cuộc tấn công tại khu vực phía nam của Mặt trận theo hướng giao hội với các lực lượng cơ bản của tập đoàn quân 17 (Đức). Trong kế hoạch tác chiến dự định sử dụng các đòn đột kích hợp điểm trên toàn tuyến mặt trận từ khu vực Krasnograd đến eo đất Perekop nhằm bao vây và tiêu diệt lực lượng của Liên Xô trong khu vực Melitopol, sau đó, thừa thắng đánh chiếm Krym và Donbass..
Tập đoàn quân 6 của Thống chế Walther von Reichenau được chỉ định tấn công theo hướng Sumy và Kharkov, sử dụng chiến thuật bao vây lòng chảo tương tự như trận Kiev để đánh bại cánh Bắc của Phương diện quân Tây Nam (Liên Xô). Tập đoàn quân 17 dành một phần lực lượng để hỗ trợ tập đoàn quân 6 tấn công tại phía nam Kharkov. Trong khi mở các cuộc tấn công trên chính diện, quân đội Đức muốn cố gắng chiếm giữ Kharkov thật nhanh để có thể nắm trong tay trung tâm công nghiệp lớn thứ ba tại Liên Xô. Ngoài ra, thời điểm khởi động tấn công của Cụm tập đoàn quân Nam (Đức) cũng được hoạch định đồng bộ với cánh Nam của Cụm tập đoàn quân Trung tâm (Đức) khi cụm này mở cuộc tấn công mang mật danh "Typhoon" vào Moskva.

### Phương diện quân Tây Nam Liên Xô

#### Binh lực

Nguyên soái Liên Xô S. K. Timoshenko, Tổng tư lệnh hướng Tây Nam kiêm tư lệnh Phương diện quân Tây Nam

- Tư lệnh: Nguyên soái S. K. Timoshenko, đồng thời là Tư lệnh Phương diện quân Tây Nam.
- Tập đoàn quân 40 của trung tướng Kuzma Petrovich Podlas. Trong biên chế có:
  - Quân đoàn bộ binh 3
  - Các sư đoàn bộ binh độc lập 227, 293; sư đoàn cơ giới cận vệ 1 và cụm kỵ binh cơ động.
- Tập đoàn quân 21 của thượng tướng Yakov Timofeyevich Cherevichenko (từ ngày 5 tháng 10, thiếu tướng Vasili Nikolaievich Gordov chỉ huy tập đoàn quân này). Trong biên chế có:
  - Cụm kỵ binh cơ giới của tướng P. A. Belov gồm các sư đoàn kỵ binh 2, 5, 9 và lữ đoàn xe tăng 1.
  - Các đơn vị trực thuộc tập đoàn quân gồm sư đoàn bộ binh 295 và lữ đoàn xe tăng 127.
- Tập đoàn quân 38 của thiếu tướng Victor Victorovich Tsyganov. Trong biên chế có:
  - Các sư đoàn sơn chiến 47 và 76;
  - Các sư đoàn bộ binh 169, 199, 300, 304;
  - Các lữ đoàn xe tăng 7, 10, 14 và 132;
  - Cụm quân đồn trú tại Kharkov gồm sư đoàn bộ binh 216, lữ đoàn bộ binh 257 của Bộ Nội vụ, trung đoàn dân quân Kharkov và các đội chống tăng đặc biệt.
- Tập đoàn quân 6 của thiếu tướng R. Ya. Malinovsky, trong biên chế có:
  - Các sư đoàn bộ binh 255, 270 và 275;
  - Các sư đoàn 26 và 28;
  - Các lữ đoàn xe tăng 12 và 13.[2]

#### Kế hoạch tác chiến
Bộ tư lệnh Phương diện quân Tây Nam đã lên kế hoạch phòng thủ đồng bộ với Phương diện quân Nam và Phương diện quân Tây trên cơ sở mệnh lệnh số 002.374 của Bộ Tổng tư lệnh tối cao để bảo vệ các khu công nghiệp Kharkov và Donbass. Theo đó, tập đoàn quân 21 phải khóa chặt các cửa ngõ ra vào Kharkov từ xa. Tập đoàn quân 40 phòng thủ Sumy. Tập đoàn quân 6 được giao nhiệm vụ kiểm soát "chỗ lồi" tại khu vực Krasnograd. Tập đoàn quân 38, đơn vị có lực lượng mạnh nhất được giao nhiệm vụ phòng thủ chính diện Kharkov. Mục tiêu của Phương diện quân Tây Nam được đặt ra ở mức khiêm tốn là kìm giữ thật lâu và tiêu hao quân Đức trên tuyến phía trước Kharkov để có thể di tản toàn bộ khu công nghiệp này. Bộ Tổng tư lệnh tối cao quân đội Liên Xô đang phải tập trung lực lượng để đối phó với các đòn đột kích rất mạnh của quân Đức tại khu vực Moskva nên không thể đưa thêm lực lượng dự bị chiến lược đến Phương diện quân Tây Nam.
Với phán đoán về các hành động của đối phương trong khu vực còn lại của Ukraina căn cứ trên các kết quả trinh sát và so sánh về tỷ lệ binh lực, Bộ Tư lệnh Phương diện quân Tây Nam cho rằng các đòn tấn công chính của quân Đức có nhiều khả năng sẽ được triển khai tại ba khu vực chủ yếu là Kharkov, Poltava và Krasnograd. Theo đó, các lực lượng dự bị chủ yếu cũng được bố trí tại các khu vực này..
Quân đồn trú trong thành phố với sự tham gia của các cư dân địa phương đã chuẩn bị các vị trí phòng thủ. Ngày 16 tháng 9 năm 1941, Hội đồng quốc phòng Nhà nước Liên Xô phê duyệt kế hoạch di tản toàn bộ các nhà máy, xí nghiệp cùng toàn bộ cư dân thành phố Kharkov và khu vực phụ cận. Từ cuối tháng 9, quân đồn trú trong thành phố đã chuẩn bị đầy đủ các biện pháp đặc biệt để phá hủy các cơ sở khai thác, các hầm mỏ, các đường giao thông chiến lược và các thiết bị không thể tháo dỡ để đưa sang phía đông..

## Cuộc sơ tán cơ sở công nghiệp và thiết lập hàng rào mìn tại Kharkov

### Sơ tán

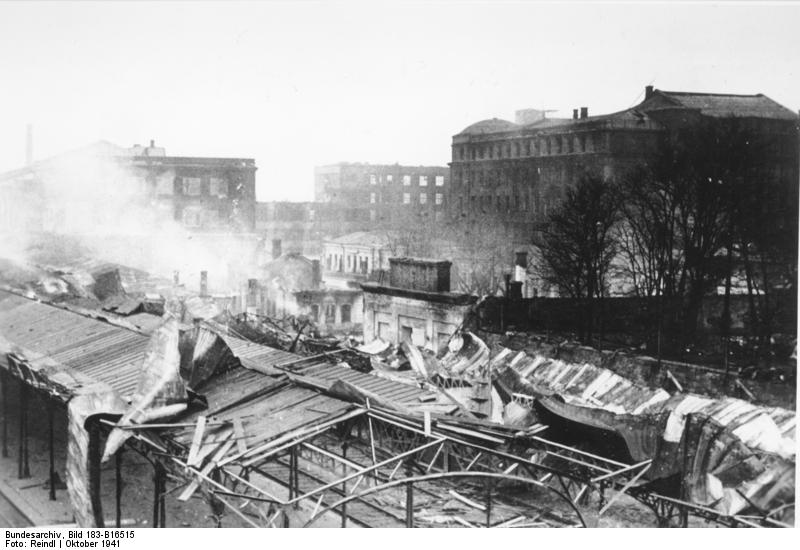
Nhà ga, các toa tàu còn lại trên tuyến, đường sắt phía nam trên phố Sverlov bị phá hủy ngày 25 tháng 10 năm 1941

Ngày 16 tháng 9 năm 1941, một ngày sau khi Phương diện quân Tây Nam (Liên Xô) bị bao vây ở phía đông Kiev, Ủy ban Quốc phòng Nhà nước Liên Xô cùng lúc thông qua hai quyết định: Quyết định số 681 về việc "Sơ tán triệt để tất cả các cơ sở công nghiệp tại thành phố Kharkov và vùng Kharkov"; Quyết định số 685 về việc "Di tản toàn bộ phụ nữ và trẻ em từ Kharkov và khu vực Kharkov". Ngày 30 tháng 9 năm 1941, tiếp tục có quyết định của Ủy ban trung ương Đảng Cộng sản Ukraina về việc di tản gia súc, vật nuôi, máy móc nông nghiệp và thu hoạch cây trồng. Việc di chuyển các cơ sở công nghiệp, nông nghiệp và dân cư được dự kiến thực hiện trong thời gian trên dưới một tháng.
Cuộc di tản chiến lược đầu tiên được bắt đầu với các nhà máy, xí nghiệp lớn nhất như: Nhà máy sản xuất đầu máy xe lửa hơi nước, các nhà máy sản xuất máy kéo, các nhà máy sản xuất máy bay. Toàn bộ các cơ sở chế tạo máy được đưa đến Chelyabinsk. Ngay sau đó, khi phối kết hợp với dây chuyền sản xuất máy kéo ЧТЗ, người Nga đã xây dựng tại Chelyabinsk cả một "thành phố xe tăng" (Танкоград).
Các nhà máy sản xuất máy kéo bánh hơi được đưa về Stalingrad, các nhà máy sản xuất ô tô được chuyển đến Perm. Để đẩy nhanh việc di tản của nhà máy quan trọng trong thành phố, hệ thống xe điện được trưng dụng triệt để. Do đó, các thiết bị đã tháo dỡ được vận chuyển trực tiếp bằng đường sắt, nối với hệ thống đường xe lửa. Trong tháng 10, người Nga bắt đầu di tản cư dân và các xí nghiệp khác. Đến ngày 20 tháng 10, 1.941 điểm dân cư thuộc các cơ sở công nghiệp hầu như đã được di tản hoàn toàn từ Kharkov về phía đông trên 320 đoàn xe lửa. 70 nhà máy lớn đã được tháo dỡ hoàn toàn và được chuyển sang vùng công nghiệp Ural cùng toàn bộ các đoàn tàu và tài sản chủ yếu của Liên hiệp đường sắt Phương Nam..
Việc di tản của khu vực nông nghiệp cũng được thực hiện thành công. Hơn 95% số trạm máy kéo cùng các tài sản, 90% số gia súc và ngựa đều được chuyển đi. Tất cả các cơ sở sản xuất thuộc ngành công nghiệp thực phẩm (đường, thịt hộp, rượu, bột, ngũ cốc) đều được tháo dỡ và di tản. Một phần lớn khoai tây, củ cải đường và các sản phẩm cây trồng khác đã được thu hoạch nhanh chóng và chuyển về phía đông. Những nơi không thu hoạch kịp đều thực hiện tiêu hủy triệt để.
Việc di tản dân cư cũng diễn ra khẩn trương. Ngoài các cơ quan chính quyền, các cơ quan đảng, phụ nữ và trẻ em; các chuyên gia, công nhân lành nghề, các nhà khoa học, các chuyên gia y tế và các thành viên của gia đình họ là một trong những đối tượng được di tản đầu tiên. Sau đó là các nhân viên kỹ thuật, công nhân, những người hoạt động trong các ngành văn hóa nghệ thuật với số lượng rất đông. Việc một phần cư dân người Do Thái không được di tản kịp thời đã trở thành cái cớ để một số nhà nghiên cứu cáo buộc chính quyền Xô Viết đã đồng mưu bỏ mặc họ cho chính quyền Đức Quốc xã trong thảm kịch Drobytsky Yar. Một trong những nguyên nhân của việc chậm trễ này là do số lượng phụ nữ và trẻ em cần di tản quá đông và sự chậm trễ trong tổ chức. Trên thực tế, vào thời điểm cuối cùng, cũng chỉ di tản được 78% số trẻ em và người già, hơn 60% phụ nữ còn lại trong thành phố, (không kể số người đã rời đi trước tháng 9 năm 1941). Kết quả là đến ngày 20 tháng 10 năm 1941, 56 đoàn xe lửa và 225 toa lẻ chở người đã rời Kharkov về phía đông an toàn. Một nhóm nhỏ những người còn lại rời khỏi Kharkov sau cùng với sự rút lui của các đơn vị quân đội Liên Xô trên các xe thô sơ do súc vật kéo..

### Gài mìn

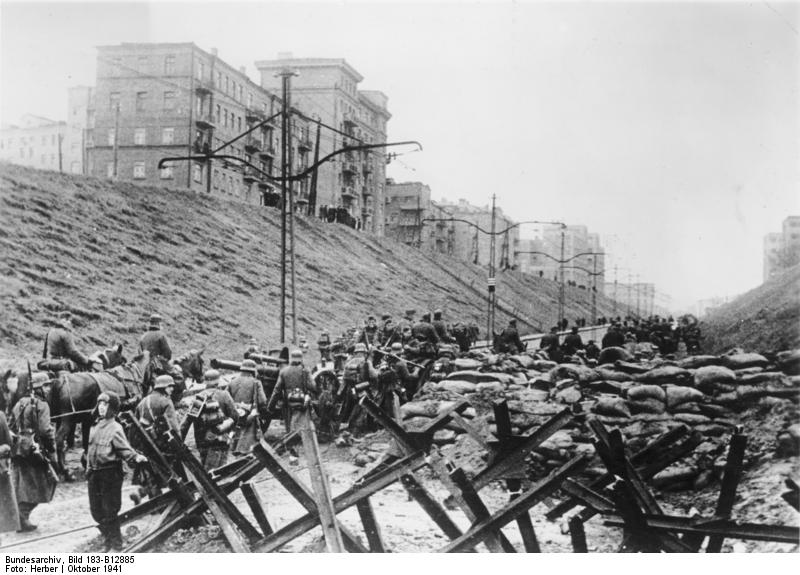
Bộ binh Đức đi vòng qua các tuyến chống tăng vào Kharkov

Vào thời điểm cuối tháng 9 năm 1941, quyết định của Ban lãnh đạo Liên Xô tổ chức một cuộc rút lui có trật tự tại khu vực Kharkov là một trong số các biện pháp đặc biệt để không cho đối phương sử dụng các cơ sở công nghiệp, triệt tiêu nguồn thực phẩm; sử dụng mìn gài trên các nút giao thông đường sắt và các trung tâm thông tin, cầu cống, các tuyến giao thông, các nhà máy điện, các khu khai thác mỏ và các cơ sở quan trọng khác. Trong suốt thời gian cuộc chiến tranh vệ quốc vĩ đại diễn ra, các biện pháp tương tự như ở Kharkov chỉ được áp dụng cho Moskva, Leningrad và Kiev.
Ngay từ ngày 27 tháng 9 năm 1941, nhiệm vụ này đã được đặt dưới sự chỉ đạo của đại tá kỹ sư công binh Ilya Grigorievich Starinov. Để thực hiện công việc này, I. G. Starinov được nhanh chóng triệu tập một đội ngũ kỹ sư, và khi mới đến Kharkov ông được giao nhiệm vụ giám sát tất cả các hoạt động gài mìn trong dải hành động của Phương diện quân Tây Nam, trong đó có việc thành lập các hàng rào khu phòng thủ Kharkov và bố trí các tuyến phòng thủ. I. G. Starinov có trong tay năm tiểu đoàn công binh, các đơn vị của ba đại đội quân bảo vệ đường sắt và năm trung đội súng phun lửa. Bộ tư lệnh Phương diện quân Tây Nam đã cấp cho các đội quân này hơn 110 tấn thuốc nổ, hơn 30.000 quả mìn chống tăng và mìn sát thương để thực hiện nhiệm vụ. Toàn bộ các hoạt động trên được đặt dưới sự kiểm tra, giám sát của Ủy viên Hội đồng quân sự Mặt trận hướng Tây Nam, Bí thư thứ nhất trung ương Đảng Cộng sản (Bolshevik) Ukraina Nikita Khrushchev.
Ngoài ra, đội quân của I. G. Starinov còn gài nhiều mìn điều khiển bằng điện và mìn nổ chậm. Để làm việc này, các nhà máy ở Kharkov đã sản xuất hơn 6.000 quả mìn sát thương kèm theo 2.000 thiết bị gây nổ các loại. Ngay trước khi quân Đức tiến đến khu vực Kharkov, hơn 30.000 quả mìn chống tăng và mìn sát thương, khoảng 2.000 quả mìn nổ chậm, khoảng 1.000 mìn bẫy và hơn 5.000 mìn giả đã được gài. Những nơi được gài mìn dày đặc nhất là trên cây cầu, các tuyến đường bộ và đường sắt kéo dài đến các khu vực hậu tuyến sau: Krasnograd-Kharkov, Poltava-Kharkov, Bogodukhov-Kharkov, Kharkov-Belgorod, Sumi-Belgorod. Các nhà chứa máy bay, các tòa nhà và đường băng sân bay của tất cả các sân bay xung quanh thành phố cũng được gài mìn dày đặc.
Mìn còn được gài ở nhiều nơi trong thành phố với mục đích phá hoại như các bốt điện thoại công cộng, các trạm phát điện, hệ thống ống cấp và thoát nước, hệ thống lò sưởi hơi nước, các rạp chiếu phim, các phương tiện vận tải bị bỏ lại, trạm điều hành không lưu và trạm điều vận đường sắt tại các nhà ga ở Kharkov. Mìn đã phá hủy hầu hết nhà cửa và các trang thiết bị không thể tháo dỡ của các cơ sở công nghiệp của thành phố. Mìn điều khiển bằng điện đã làm nổ tung các cây cầu trên tuyến đường đi Kholodnogorsk, Usovsk và một cây cầu đường sắt. Bộ chỉ huy Cụm tập đoàn quân Nam của Đức phải cho tháo 350 quả mìn nổ chậm và mìn bẫy mới có thể ở và làm việc được trong một vài tòa nhà còn sót lại của thành phố.. Là kết quả của việc di tản và các hoạt động tiêu thổ tại Kharkov và toàn bộ vùng công nghiệp Donetsk, người Nga đã "chuẩn bị đầu hàng" bằng cách tước đi của quân Đức một thành phố lớn là trung tâm công nghiệp, giao thông vận tải và cơ sở hạ tầng có tầm quan trọng chiến lược. Theo ước tính của các chuyên gia Bộ các vùng lãnh thổ chiếm đóng phía đông của Đế chế thứ ba, được thực hiện sau khi quân Đức chiếm giữ thành phố, chỉ riêng ngành công nghiệp của Kharkov đã bị thiệt hại vượt quá con số 30 triệu rúp Liên Xô.

## Diễn biến

### Chiến sự từ ngày 1 đến ngày 15 tháng 10

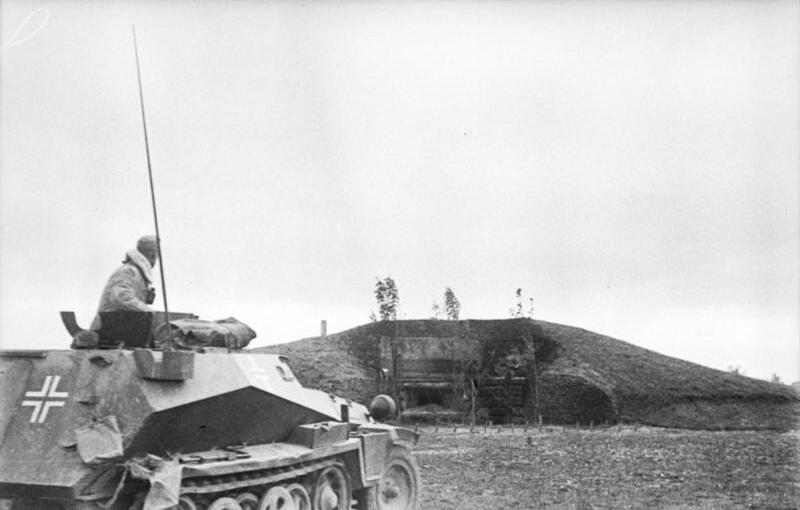
Xe thiết giáp của tập đoàn quân 6 Đức tại ngoại vi Kharkov, tháng 10 năm 1941

Cuối tháng 9 năm 1941, theo chỉ thị của Bộ tư lệnh tiền phương Mặt trận hướng Tây Nam, để loại trừ nguy cơ bị hợp vây trên tuyến phòng thủ, tập đoàn quân 6 của tướng R. Ya. Malinovski đã tiến hành các hoạt động tích cực công kích tại khu vực Krasnograd để giải toả thành phố và cắt đứt mũi tiến công của đối phương. Giao tranh ác liệt tại khu vực này vẫn tiếp tục cho đến thời điểm ngày 5 tháng 10 năm 1941, nhưng bất chấp những nỗ lực tối đa của quân đội Liên Xô, các quân đoàn 44 và 52 của quân đội Đức Quốc xã vẫn giữ được các vị trí của họ..
Ở các khu vực còn lại của mặt trận cũng đang diễn ra các cuộc chạm súng tại các địa bàn quan trọng. Trên hướng Poltava, sư đoàn bộ binh 76 thuộc tập đoàn quân 38 trong khi giữ vị trí phòng thủ tại Chudovo (???) đã bị nửa hợp vây. Tại cánh Bắc, ngày 30 tháng 9, sư đoàn xe tăng 9 và sư đoàn cơ giới 25 của tướng Heinz Guderian từ Synyavka đã chọc thủ phòng tuyến của sư đoàn kỵ binh 5 thuộc tập đoàn quân 21 (Liên Xô), tấn công các thị trấn Vasylivka và Stepovka. Tướng P. A. Belov, tư lệnh quân đoàn kỵ binh 2 chỉ có thể đối phó bằng lữ đoàn xe tăng 1 duy nhất có trong tay. Ngày 31 tháng 10, sư đoàn cơ giới 25 (Đức) mở cuộc tấn công vu hồi vào sau lưng sư đoàn kỵ binh 9, đánh chiếm Stepovka. Từ ngày 1 đến ngày 4 tháng 10, các đơn vị cánh trái của tập đoàn quân 40 được tăng cường sư đoàn cơ giới cận vệ 1 phối hợp với cánh phải của tập đoàn quân 21 đẩy lùi sư đoàn xe tăng 9 và sư đoàn cơ giới 25 (Đức) ra khỏi Stepovka nhưng không còn lực lượng dự bị để tiếp tục tấn công.
Ngày 30 tháng 9, tập đoàn quân 17 và tập đoàn quân xe tăng 1 (Đức) tăng cường gây sức ép và chọc thủng đoạn phòng tuyến của Phương diện quân Nam (Liên Xô) tại Pavlograd, hợp vây một phần lực lượng của các tập đoàn quân 9 và 18 (Phương diện quân Nam) tại phía đông Dniepropetrovsk. Ngày 5 tháng 10 năm 1941, sư đoàn 14 và sư đoàn cơ giới 10 (Đức) đã tiến sát Oryol, cắt đứt con đường giao thông chiến lược giữa Moskva và Kharkov (cả đường sắt và đường bộ). Trong khi đó, tại khu vực chính diện phía trước Kharkov, tập đoàn quân 38 do tướng V. V. Tsyganov chỉ huy vẫn cầm cự được với tập đoàn quân 6 (Đức) tại khu vực Tây Nam Bogodukhov. Phương diện quân Tây Nam (Liên Xô) một lần nữa bị đe dọa hợp vây từ cả hai cánh Bắc và Nam. Trên cơ sở đánh giá tình hình, Nguyên soái S. K. Timoshenko, phụ trách các Phương diện quân Tây Nam và Nam một mặt tập trung tăng viện cho tập đoàn quân 6 đã phòng thủ phía trước tuyến Krasnograd - Poltava vốn đã suy yếu sau mấy trận phản kích; mặt khác, đề nghị Bộ Tổng tư lệnh tối cao cho tiếp tục rút quân..
Tình hình chiến sự tiếp tục leo thang tại khu vực phía nam của Phương diện quân Tây Nam: ngày 7 tháng 10 năm 1941, tuyến phòng thủ tại điểm tiếp giáp giữa tập đoàn quân 38 và tập đoàn quân 6 (Liên Xô) tiếp tục bị vỡ sau các đòn đột kích của tập đoàn quân 17 (Đức). Quân Đức đã đánh chiếm các đầu mối giao thông đường sắt lớn tại Lozova và Bliznyuky, giao thông đường sắt giữa Kharkov và Rostov trên các tuyến Donetsk đã bị quân Đức kiểm soát. Tập đoàn quân 6 (Liên Xô) bị mất liên lạc với các đơn vị bên cạnh và có nguy cơ bị hợp vây. Bộ Tư lệnh phương diện quân đã điều động ba sư đoàn thuộc tập đoàn quân dự bị 10 đến khu vực Donbass để giúp tập đoàn quân 6 rút lui về phía đông thêm 40–50 km. Trong quá trình truy kích quân đội Liên Xô đang rút lui, tập đoàn quân 11 (Đức) đánh chiếm các vị trí dọc đường cao tốc Krasnograd-Kharkov, uy hiếp tấn công thành phố này từ phía nam. Đến ngày 15 tháng 10 năm 1941, Phương diện quân Tây Nam phòng thủ tuyến Krasnopole-Sumy-Bogodukhov-Kharkov-Donetsk gồm hầu hết các đơn vị bộ binh mà phần lớn mới chỉ có trên giấy tờ. Các đơn vị đó thực chất còn đang trên đường hành quân, gồm toàn tân binh mới được bổ sung chưa qua huấn luyện; không được tập trung đầy đủ mà được đưa từng phần vào các trận đánh, dẫn đến tổn thất lớn.
Đến ngày 6 tháng 10, Cụm tập đoàn quân Nam và cánh phải của cụm tập đoàn quân Trung tâm (Đức) đã tiến sâu về phía đông trên cả hai cánh phòng thủ của Phương diện quân Tây Nam với chiều sâu từ 60 đến 200 km. Liên lạc giữa Phương diện quân Tây Nam với Phương diện quân Bryansk và Phương diện quân Nam bị cắt đứt. Trong điều kiện đó, ngày 7 tháng 10 năm 1941, Bộ Tổng tư lệnh tối cao buộc phải đồng ý với đề nghị của Bộ Tư lệnh Phwong diện quân Tây Nam cho rút quân tại cánh phải (các tập đoàn quân 40 và 21) thêm 45 đến 50 km để bảo vệ tuyến Sumy - Akhtyrka - Kotelva - Belgorod và phía bắc các tuyến tiếp cận Kharkov. Cuộc rút quân được ấn định trong ba ngày 8, 9 và 10 tháng 10. Phát hiện quân đội Liên Xô rút lui, quân đội Đức Quốc xã lập tức truy đuổi và liên tục đột kích vào điểm nối giữa các quân đoàn của Liên Xô. Ngày 10 tháng 10, sư đoàn bộ binh 227 đã bị quân Đức tập kích, trung đoàn 777 của sư đoàn này bị đánh tan trên đường rút lui. Cùng ngày, quân đoàn bộ binh 29 (Đức) đã nhanh chóng tiến đến gần Sumy, quân đoàn bộ binh 51 (Đức) đã đến trước cửa ngõ Akhtyrka.
Giữa tháng 10, các tập đoàn quân 6 và 17 (Đức) tăng cường gây sức ép, đẩy lùi tập đoàn quân 21 (Liên Xô) và gây tổn thất nặng cho tập đoàn quân 38, đe doạ phá vỡ các tuyến phòng thủ. Cánh phải của tập đoàn quân 38 không giữ nổi Bogodukhov, xuất hiện nguy cơ quân Đức đột kích Kharkov từ phía bắc. Tại chính giữa mặt trận Xô-Đức, Cụm tập đoàn quân Trung tâm (Đức) đã khởi động chiến dịch Typhoon tấn công Moskva từ ba hướng. Tình hình bất lợi buộc quân đội Liên Xô rút lui xa hơn về phía đông. Ngày 15 tháng 10, Đại bản doanh Bộ tổng tư lệnh tối cao quân đội Liên Xô hạ lệnh cho Phương diện quân Tây Nam rút sâu thêm từ 80 đến 200 km, sơ tán triệt để các thành phố Kharkov, Belgorod, các khu công nghiệp Kharkov và Donbass. Đại bản doanh Bộ Tổng tư lệnh tối cao cũng yêu cầu Phương diện quân Tây Nam chuyển cho Phương diện quân Tây một phần lực lượng để phòng thủ Moskva.
Ngay trong ngày 15 tháng 10, Bộ Tư lệnh phương diện quân Tây Nam họp bàn kế hoạch rút quân. Do độ dài tuyến mặt trận được thu hẹp lại, các sư đoàn kỵ binh 2, 5 và một lữ đoàn xe tăng sẽ được rút ra làm lực lượng dự bị cơ động. Tuyến trung gian khi rút quân ngày 23 tháng 10 sẽ ở Belgorod - Dniepr - Balaklava - Barvenkovo. Hai sở chỉ huy dự bị đặt tại Oboyan và Tsugujiv. Bộ tư lệnh Phương diện quân rời Kharkov lúc 10 giờ ngày 18 tháng 10. Sự ổn định của tuyến phòng thủ phía Liên Xô được tạo ra bởi lữ đoàn xe tăng. Chúng được sử dụng như các lực lượng dự bị cơ động, có thể nhanh chóng di chuyển đến các khu vực bị đe dọa nhiều nhất. Chiến thuật này tránh được nguy cơ đột phá sâu của đối phương trong điều kiện trang bị, phương tiện và nhân lực của phía Liên Xô đã bị tổn thất nặng. Trong giữa tháng 10, 2 lữ đoàn thiết giáp đã được chuyển từ Phương diện quân Tây Nam sang Phương diện quân Nam là nơi mà mức độ nguy hiểm đối với quân đội Liên Xô đã trở nên rất nghiêm trọng.
Ngày 15 tháng 10, quân Đức đến cách Kharkov khoảng cách 50 km và đã có thể xuất phát tấn công từ ba hướng hợp điểm. Một phần của tập đoàn quân 38 (Liên Xô) được giữ lại để bảo vệ thành phố gồm các sư đoàn bộ binh 62, 216, 253 mới thành lập và sư đoàn bộ binh 87 (nguyên là sư đoàn đổ bộ đường không 3). Cụm quân này dựa tuyến công sự phòng thủ khu vực quanh thành phố để kìm giữ quân Đức càng lâu càng tốt. Trên tuyến phòng ngự vững chắc vòng ngoài có tổng chiều dài lên đến 40 km được trang bị khoảng 250 pháo và khoảng 1000 súng máy, súng chống tăng các loại. 3.000 chướng ngại vật chống tăng bằng bê tông và bằng sắt (răng rồng) đã được lắp đặt. Tại chính diện 12 km ở vùng ngoại ô phía tây của thành phố được bao phủ bởi hàng rào dây thép gai. Tại các đường phố chính của thành phố đã xây dựng chướng ngai vật bằng hơn 400 phương tiện giao thông công cộng. 43 cây cầu đô thị và hơn một chục cây cầu không có tầm quan trọng đã bị phá hủy từ trước.. Những người tham gia cuộc phòng thủ tuyên bố họ được chuẩn bị tốt và sẽ chiến đấu đến cùng để giữ thành phố . Những thông tin này được xác định bởi các báo cáo trinh sát của quân đoàn 55 (Đức) trong đó cũng nhấn mạnh "quân Nga sẵn sàng bảo vệ thành phố cho đến người cuối cùng".

### Chiến sự từ ngày 15 đến ngày 22 tháng 10
Thực hiện đúng mệnh lệnh của Bộ Tổng tư lệnh tối cao Liên Xô, Bộ tư lệnh phương diện quân Tây Nam đã cho rút quân đợt một vào ngày 20 tháng 10 năm 1941 đến tuyến trung gian Oboyan - Belgorod - Merefa - Zmiev - Balaklaya - Barvenkovo. Cuộc rút quân được tiến hành đồng thời trên ba khu vực thuộc dải hoạt động của các tập đoàn quân 21 và 40 tại Belgorod, của tập đoàn quân 38 tại Kharkov và của tập đoàn quân 6 tại Izium. Theo kế hoạch, tập đoàn quân 38 phải di chuyển sau cùng đến trên đoạn đường dài đến trên 50 km từ tuyến phòng thủ kéo dài về phía tây và mở rộng ở cả cánh phải và cánh trái của nó..
Các tập đoàn quân này đã bị suy yếu do phải rút ra 2 sư đoàn bộ binh và 2 lữ đoàn xe tăng làm lực lượng dự bị cơ động. Ngược lại, quân Đức đã tập hợp đầy đủ đội hình của hai tập đoàn quân 6 và 17 đẻ tấn công Kharkov. Nếu các đơn vị còn lại của Phương diện quân Tây Nam được tổ chức phòng thủ tốt thì có thể hỗ trợ cho tập đoàn quân 38 phòng vệ thành phố. Theo lịch trình định trước của cơ quan tham mưu, đến ngày 23 tháng 8 tập đoàn quân 38 phải giữ được vị trí của họ ở phía tây Kharkov 30–40 km, bảo đảm một khoảng cách an toàn để hoàn thành việc sơ tán và các công việc khác được tổ chức tại thành phố. Tuy nhiên, kế hoạch của các chỉ huy quân đội Liên Xô đã bị phá vỡ vì ngay từ ngày 19 và 20 tháng 10, quân đoàn 55 thuộc tập đoàn quân dã chiến 6 (Đức) đã đánh chiếm cứ điểm Lyubotin rất quan trọng trên tuyến phòng thủ thành phố. Sư đoàn bộ binh 57 của quân đoàn này đã tiến đến ngoại ô Kharkov tại các khu vực Pokotilovka và Pisochyn. Một nỗ lực tổ chức phản công của quân đội Liên Xô nhằm khôi phục lại tình hình đều không đạt kết quả.
Ngày hôm sau, lợi dụng sự đứt đoạn trên tuyến phòng thủ của tập đoàn quân 38 (Liên Xô) tại đoạn tiếp giáp giữa sư đoàn 70 và sư đoàn 300; sư đoàn bộ binh 101 thuộc quân đoàn 17, tập đoàn quân 6 phối hợp với sư đoàn 68 của quân đoàn 11, tập đoàn quân 17 (Đức) đã tấn công vào Zmiev, các sư đoàn 76 và 300 (Liên Xô) bị đánh bật khỏi các thị trấn ở phía bắc và phía nam. Kharkov đã bị bao vây ba mặt. Quân đội Đức Quốc xã đã có thể mở đường đi vòng qua tuyến phòng thủ. Để tăng cường thêm binh lực, tư lệnh tập đoàn quân 38 đã ra lệnh cho sư đoàn bộ binh 216 đang đồn trú tại Kharkov rời khỏi thành phố đến khu vực Peresechnaya để bịt lỗ hổng trên tuyến phòng ngự. Đơn vị này mới thành lập, huấn luyện ít lại chuyển quân vào ban đêm nên không tránh khỏi sự rối loạn khi hành quân. Một trung đoàn bị lạc đến 6 ngày sau mới tìm thấy. Hệ thống thông tin liên lạc bị gián đoạn khiến cho một số đơn vị không đến được vị trí theo yêu cầu. Trong các ngày 19 và 20 tháng 10 số quân bị lạc ngũ lên đến 30%.
Đến cuối ngày 20 tháng 10, chủ lực tập đoàn quân 6 (Đức) đã tập trung tại ngoại ô Kharkov. Tuyến phòng thủ còn lại của quân đội Liên Xô rất mỏng yếu. Phó tổng tham mưu trưởng quân đội Liên Xô A. M. Vasilevsky yêu cầu phải giữ được thành phố trong vòng hai đến ba ngày tới. Ngày 21 tháng 10, quân đoàn 55 và quân đoàn 11 (Đức) tiếp tục mở cuộc tấn công theo kiểu gọng kìm với ý định bao vây tập đoàn quân 38 tại ngoại vi thành phố. Quân đoàn 55 đã đánh chiếm Dergachy, quân đoàn 11 đã chiếm Merefa. Chiều hôm đó, tập đoàn quân 38 tổ chức phản kích, lấy lại Dergachy và Merefa đẩy lùi hai mũi tấn công vu hồi vào thành phố của quân Đức.
Trên thực tế, vai trò chỉ huy của tập đoàn quân 38 là lực lượng chủ yếu phòng thủ thành phố lại được đặt dưới sự lãnh đạo của Bộ Chỉ huy phòng thủ Kharkov do thiếu tướng I. I. Marshalkov đứng đầu. Vì vậy, các đơn vị thuộc tập đoàn quân này nhiều khi nhận được các mệnh lệnh trái ngược nhau từ hai trung tâm chỉ huy là Sở chỉ huy phòng thủ thành phố và Bộ tư lệnh tập đoàn quân. Và điều đó đã làm rối loạn việc chỉ huy, là một trong những nguyên nhân dân đến việc ngày 22 tháng 10, sư đoàn 216 đã để cho quân Đức lọt vào phố Sverlov. Tình hình này càng trầm trọng thêm khi quân đội Đức Quốc xã tấn công đến các trung tâm thông tin liên lạc, các đường dây liên lạc đến các đơn vị đồn trú đều bị gián đoạn. Bộ chỉ huy phòng thủ thành phố đã không nắm được thông tin và không kiểm soát được các lực lượng của mình trong quá trình chiến đấu.
Cuối cùng thì mọi việc đều do Bộ Tư lệnh phương diện quân Tây Nam quyết định cuối cùng. Nguyên soái S. M. Timoshenko ra lệnh cho rút quân khỏi Kharkov sớm một ngày (ngày 25) so với kế hoạch (ngày 26) để tránh những tổn thất vô ích. Để đối phó với cuộc tấn công vỗ mặt vào thành phố của tập đoàn quân 6 (Đức), chỉ cần một sư đoàn bộ binh (sư đoàn 216) và một lữ đoàn thuộc Bộ dân ủy Nội vụ (lữ đoàn 257) dựa vào các công trình phòng thủ và các tòa nhà kiên cố cũng có thể kìm chân quân Đức ít nhất là 5 ngày (sau này kết quả đạt được là 7 ngày). Toàn bộ xe tăng mới được rút ra. 4 xe tăng hạng trung T-35 đã được thanh lý, ghi vào danh mục sắt vụn và đang trên đường vào lò tuyện thép đã được giữ lại và phục hồi để đối phó với hơn 30 xe tăng Đức trên hướng này.

### Chiến sự từ ngày 23 đến ngày 25 tháng 10
Trong hai đơn vị chủ lực bảo vệ Kharkov thì lữ đoàn 257 bộ binh của Bộ dân ủy Nội vụ do đại tá M. G. Sokolov chỉ huy là đơn vị được huấn luyện tốt hơn, trang bị nhiều súng tự động và chiến đấu có hiệu quả hơn cả. Sư đoàn bộ binh 216 của Đại tá D. F. Makshanov mới được thành lập vào đầu tháng 10 năm 1941 bao gồm binh sĩ nghĩa vụ và binh sĩ thuộc các đơn vị hậu cần, chưa qua huấn luyện, chủ yếu được trang bị súng trường. Ngoài ra còn có trung đoàn dân quân Kharkov, tiểu đoàn huấn luyện bộ binh địa phương quân và các đội chống tăng. Hầu hết quân số này đều là cư dân địa phương với nhiều độ tuổi khác nhau, ghi tên tình nguyện nhập ngũ, hầu như không được huấn luyện và cũng chỉ được trang bị một số ít súng trường. Cụm quân này có 47 xe thiết giáp gồm toàn loại lỗi thời: 25 chiếc T-27, 13 chiếc T-16, 5 chiếc T-26 và 4 chiếc T-35 lẽ ra đã thanh lý. Tổng số quân bảo vệ thành phố Kharkov có 19.898 người với 120 pháo hạng nhẹ và súng cối.
Sáng ngày 23 tháng 10 năm 1941, quân Đức bắt đầu các trận đánh trinh sát. Sau vài giờ, sư đoàn 57 đã tiến đến các cứ điểm thuộc khu Novyi Bavaria ở ngoại ô phía tây Kharkov. 12 giờ trưa ngày 23 tháng 10, quân đoàn 55 Đức sử dụng các sư đoàn bộ binh nhẹ 100 và 101 (từ quân đoàn 17 phối thuộc) tấn công thành phố từ hướng Bắc và hướng Nam, sư đoàn bộ binh 57 tấn công chính diện hướng Tây. Tại mỗi trung đoàn Đức đều có một tiểu đoàn bộ binh xung kích được trang bị máy dò mìn, sơn pháo 75 mm kiểu IG-18, mô tô và xe bọc thép. Mở màn cuộc tấn công là các trận pháo kích dữ dội của các loại pháo hạng nặng 211 mm Mrs-18 và 150 mm sFH-18. Các đơn vị bộ binh hoạt động trong khu vực đô thị được trang bị tiểu liên StuG III và pháo chống tăng 88 mm FlaK 38/41.
Sư đoàn 57 (Đức) tấn công chậm dọc theo các phố Poltava và Sverdlov theo hai đường song song hướng đến nhà ga Kharkov sau khi vượt qua mấy ổ đề kháng của sư đoàn bộ binh 216 (Liên Xô). Dọc theo chiều dài của toàn bộ đường phố, quân Đức phải nhiều lần dừng lại để khắc phục các vật cản trên các giao lộ, các bãi mìn, mìn bẫy và hào chống tăng. Buổi tối, sư đoàn 57 (Đức) đã tiến đến cây cầu chung đường bộ đi Sverdlovsk và đường sắt đi Kholodnogorsk. Mặc dù cầu đã bị các công binh Liên Xô phá hỏng một phần nhưng phần còn sót lại vẫn có thể dùng cho bộ binh đi qua được. Mũi tiến công từ phía nam của sư đoàn bộ binh nhẹ 100 (Đức) đã không đạt kết quả do sự kháng cự rất mạnh của lữ đoàn bộ binh 57 (quân Bộ Nội vụ Liên Xô). Đơn vị có được thành công đáng kể của quân đội Đức trong ngày tấn công đầu tiên là sư đoàn bộ binh nhẹ 101. Sư đoàn này đã tiến qua các khu vực Lysi Gory (của Kharkov), chiếm cây cầu đường sắt Kuzinsky và tiến đến bờ Tây sông Lopan. Các nỗ lực của lực lượng đặc nhiệm Đức đột nhập vào thành phố từ phía bắc đến đại lộ Belgorod đã bị các đơn vị dân quân Liên Xô phòng thủ ở khu vực Sokolniki (của Kharkov) chặn lại.
Kết quả của ngày giao chiến đấu tiên là quân đội Đức đã chiếm được nửa phía tây thành phố được phân chia bởi con đường sắt chạy từ Bắc xuống Nam Kharkov. Tại một số nơi, quân Đức đã tiến sâu thêm về phía đông. Lo sợ bị hợp vây, Sở chỉ huy sư đoàn bộ binh 216 (Liên Xô) ra lệnh rút quân sang bờ Đông sông Lopan trên tuyến phòng thủ trung gian theo kế hoạch rút lui. Tư lệnh tập đoàn quân 38 đã hủy bỏ lệnh rút và yêu cầu sư đoàn này tiến hành các cuộc phản kích vào quân Đức tại phía tây thành phố. Tuy nhiên, việc rút lui cuối cùng cũng đã được Bộ Tư lệnh phương diện quân Tây Nam quyết định. Các đơn vị của tập đoàn quân 38 (Liên Xô) bắt đầu rút qua bờ đông sông Lopan, công binh Liên Xô bắt đầu đặt mìn phá các cây cầu qua sông. Tổng hợp tình hình chiến sự ngày đầu tiên, Bộ tư lệnh Phương diện quân Tây Nam kết luận rằng việc tổ chức phòng thủ thành phố đã không đạt yêu cầu đề ra. Việc sử dụng các đơn vị dân quân không qua huấn luyện chiến đấu rõ ràng là không phù hợp. Ngay sau khi đối phương đột nhập vào các vùng ngoại ô, một bộ phận đã hoảng hốt và bắt đầu rút lui nhanh chóng về khu vực trung tâm. Do thiếu sự liên lạc, sự gắn kết và kém tổ chức giữa các bộ phận của các đơn vị và các mệnh lệnh mâu thuẫn, Sở chỉ huy phòng thủ Kharkov trên thực tế đã bị mất hoàn toàn quyền kiểm soát đối với các hành động của các đơn vị thuộc quyền ngay từ giờ chiến đấu đầu tiên và mọi việc chỉ đạo tác chiến đều do tập đoàn quân 38 đảm nhận..

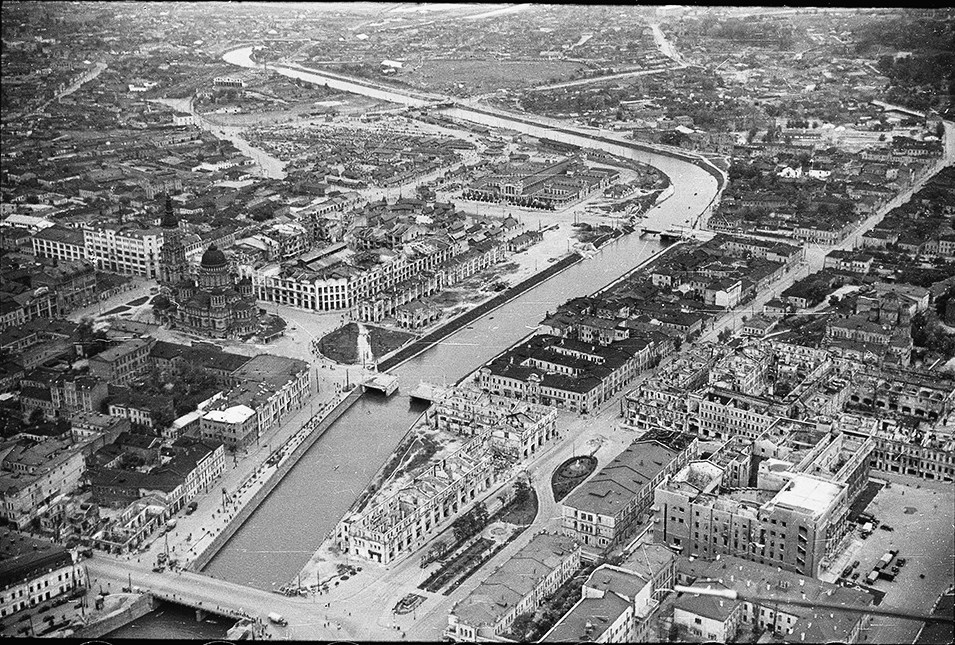
Kharkov tan hoang sau cuộc tấn công tháng 10 năm 1941 của quân đội Đức Quốc xã, hầu hết các tòa nhà cao tầng (trừ nhà thờ trung tâm) đều bị phá hủy hoặc hư hại nặng

Sáng ngày 24 tháng 10 năm 1941, quân Đức đã chiếm được các khu phố nằm giữa đường sắt và các con sông, tiến đến bờ sông Lopan. Tư lệnh sư đoàn 216 (Liên Xô) đã bỏ các khu phố phía tây sông Lopan, rút sở chỉ huy sư đoàn sang bờ Đông mà không được phép. Thậm chí, do không kiểm tra kỹ các thiết bị phá nổ, công binh đã không phá được cây cầu Bolshoi Lopansky. Sau khi nghe những lời giải trình không hợp lý từ sư đoàn trưởng sư đoàn 216, tướng V.V. Tsyganov, Tư lệnh Tập đoàn quân 38, đã cách chức ông này và cử Lữ đoàn trưởng (Kombrig) F.F. Zhmachenko, Phó tư lệnh Tập đoàn quân 38, nắm quyền chỉ huy Sư đoàn 216.
Trong buổi sáng, một trung đoàn của sư đoàn 57 (Đức) được sự yểm trợ của pháo binh, máy bay và pháo tự hành đã cố gắng đánh bật quân đội Liên Xô khỏi khu vực University Gorka (Университетская горка) để đánh chiếm đầu cầu Bolshoi Lopansky trên bờ Đông. Hai trung đoàn còn lại của sư đoàn này đã tiến đến các nhà ga Balashovka, Levada và các nhà máy công nghiệp quanh đó. Sư đoàn bộ binh nhẹ 101 (Đức) tấn công dọc theo phố Klochkov đến Công viên văn hóa Maxim Gorky, nhà máy sản xuất máy bay, hãng Gosprom, Quảng trường Dzerzhinsky và tiếp tục tiến dọc theo sông Lopan về phía nam. Giao tranh ác liệt nhất trong ngày đã diễn tại Quảng trường Dzerzhinsky và con phố Karl Liebknecht liền kề. Các đơn vị dân quân đã giữ được vị trí trong hơn 5 giờ trước đối phương có ưu thế binh lực vượt trội. Một bộ phận của lữ đoàn 57 (Bộ Nội vụ) vẫn kiên trì bảo vệ các cứ điểm tại nhà ga Osnov và khu vực phụ cận, đẩy lùi các cuộc tấn công của sư đoàn bộ binh nhẹ 100 (Đức). Phải đến 3 giờ chiều, quân Đức mới chiếm được quận Nagorno (khu vực trung tâm của Kharkov). Các đơn vị đồn trú của Liên Xô bị chia cắt thành từng ổ đề kháng nhỏ, bị cô lập nhưng vẫn tiếp tục kháng cự. Ngày 26 tháng 10, cố gắng tổ chức phản kích bằng các lực lượng dự bị ít ỏi cuối cùng của sư đoàn bộ binh 216 và lữ đoàn 57 (NKVD) trên đại lộ Stalin (nay là đại lộ Moskovsky) gần Quảng trường Rudnev đã không thành công. Buổi tối cùng ngày, quân Đức đã tiến đến phía đông thành phố. Sau khi thay D. F. Makshanov chỉ huy sư đoàn 216, Zhmachenko đã tập hợp số quân còn lại tính ra chỉ hơn 2 tiểu đoàn. Sáng 27 tháng 10, số quân cùng với các nhóm nhỏ còn lại của quân đội Liên Xô tập trung tại nông trang Saburov và bắt đầu chia làm hai tốp rút về phía đông.

### Mặt trận ổn định
Trong khi các đơn vị của tập đoàn quân 38 vẫn còn chiến đấu trong khu vực Kharkov thì các tập đoàn quân khác của Phương diện quân Tây Nam (Liên Xô) tiếp tục rút lui. Ngày 24 tháng 10 năm 1941, tuyến phòng thủ của tập đoàn quân 21 (Liên Xô) bị vỡ, một phần quân đoàn 29 bị bao vây ở Belgorod. Việc rút quân của quân đội Liên Xô được tổ chức trong điều kiện thời tiết cực kỳ khắc nghiệt. Những trận mưa lớn liên tục đã làm trôi nhiều đoạn đường, có những tuyến đường đã không thể sử dụng được. Hơn nữa, một phần lớn các phương tiện vận tải cơ giới bị buộc phải ngừng hoạt động trên các tuyến đường vì thiếu nhiên liệu. Những vấn đề tương tự cũng đã xảy ra đối với các đơn vị của quân đội Đức tại Cụm tập đoàn quân Nam khi họ đuổi theo các đơn vị Liên Xô đang rút lui. Cũng vì thời tiết xấu mà cuộc rút quân của Phương diện quân Tây Nam (Liên Xô) thoát khỏi sự truy cản của không quân Đức. Bộ Tư lệnh tập đoàn quân 6 (Đức) tin rằng phần lớn lực lượng cơ bản của đối phương đã bị đánh bại và khó có thể phục hồi nhanh nên quân Đức tại khu vực mặt trận này đã có thể tạm thời chuyển sang phòng thủ vào cuối mùa thu năm 1941 khi tập đoàn quân xe tăng 2 (Đức) được lệnh trở về Cụm tập đoàn quân Trung tâm để tấn công Moskva từ hướng Tây Nam trong Chiến dịch Typhoon.
Đến ngày 27 tháng 10, các lực lượng cơ bản của các tập đoàn quân 21, 38 và 40 (Liên Xô) đã thoát khỏi nguy cơ bị hợp vây và nối lại liên lạc với nhau ở các bên sườn. Tập đoàn quân 6 có 5 sư đoàn nhẹ đã thiết lập được các trận địa phòng thủ dọc theo tuyến Donets Seversky. Tình hình mặt trận trở lại yên tĩnh. Trong các ngày 28 và 29 tháng 10, tại khu vực các tập đoàn quân 21 và 38 không có một cuộc chạm súng nào. Vào cuối tháng 10, quân Đức không tiếp tục gây áp lực, ngoại trừ việc họ chiếm được một vài đầu cầu nhỏ ở phía đông sông Bắc Donets nên Bộ tư lệnh Phương diện quân Tây Nam (Liên Xô) quyết định ngừng rút quân và thiết lập tuyến phòng thủ mới từ Tim qua Balaklaya, Izium, dọc theo sông Bắc Donets đến Yampol. Trên tuyến này, quân đội Liên Xô đã có thể sử dụng được tuyến đường sắt quan trọng từ Kastornoye qua Kupiansk đi Lisichansk để cơ động lực lượng giữa Phương diện quân Tây Nam và Phương diện quân Nam. Đây cũng là tuyến xuất phát có lợi để Phương diện quân Tây Nam (Liên Xô) chuẩn bị cho một đòn công kích lấy lại Kharkov mà họ dự định sẽ tiến hành vào đầu mùa hè năm sau.

## Kết quả và ý nghĩa
Sau khi đánh chiếm Kharkov, Belgorod và truy kích đối phương đến sông Bắc Donets, tập đoàn quân 6 và các lực lượng chủ yếu của tập đoàn quân 17 thuộc cánh Bắc của Cụm tập đoàn quân Nam (Đức) đã hoàn thành các nhiệm vụ được Bộ Tổng tư lệnh quân đội Đức giao trong các chiến dịch mùa thu năm 1941; đã ngừng tiến công và chuyển sang phòng ngự. Riêng cánh Nam của Cụm tập đoàn quân này vẫn tiếp tục tiến công. Tập đoàn quân 11 của tướng Erich von Manstein tiến công Krym và tập đoàn quân xe tăng 1 của tướng Ewald von Kleist tiến công Rostov-na-Donu. Theo cách mô tả của Cục Thông tin Liên Xô trong bản tin buổi tối 29 tháng 10 năm 1941 thì dù phải bỏ Kharkov, quân đội Liên Xô vẫn gây cho quân Đức những thiệt hại nặng nề với 120.000 lính chết và bị thương, 450 xe tăng và hơn 200 pháo bị đánh hỏng. Mặc dù cuộc rút lui khỏi Kharkov là xuất phát từ sự cân nhắc chiến lược của Bộ Tổng tư lệnh quân đội Liên Xô và trên thực tế là các nhà máy, xí nghiệp quan trọng của Liên Xô đã được sơ tán khỏi vùng bị chiếm đóng cùng với 460.000 dân thành phố nhưng những thông tin này đã không được thông báo.
Những luận cứ được phân tích về khả năng tác chiến của quân đội Đức ở mặt trận Tây Nam Liên Xô trong tháng 10 năm 1941 cho thấy họ vẫn tiếp tục khống chế không phận Liên Xô, có đủ khả năng tiếp tục mở các mũi đột kích vu hồi sâu vào hai bên sườn các tập đoàn quân Liên Xô và có thể bao vây các tập đoàn quân này bất cứ lúc nào. Trong khi đó thì mọi lực lượng dự bị của quân đội Liên Xô hầu như được dồn về phòng thủ Moskva. Thậm chí, ngày 27 tháng 10, Bộ Tổng tư lệnh tối cao Liên Xô còn điều quân đoàn kỵ binh 2 từ Phương diện quân Tây Nam về tham gia phòng thủ Moskva trong đội hình Phương diện quân Tây. Ba sư đoàn bộ binh thuộc các tập đoàn quân 21 và 40 cũng được chuyển cho Phương diện quân Bryansk. Do đó, việc rút quân và nắn thẳng lại tuyến mặt trận đã giúp cho Phương diện quân Tây Nam thoát khỏi nguy cơ bị hở sườn, siết chặt các mối tiếp giáp giữa các tập đoàn quân và có thêm lực lượng dự bị để tăng thêm chiều sâu phòng ngự.
Trong khi quân đội Đức đang nắm giữ quyền chủ động chiến lược và phát huy những ưu thế lớn về binh lực thì Bộ Tổng tư lệnh quân đội Liên Xô không còn cách nào khác là phải rút về tổ chức phòng thủ chiến lược; cố gắng phán đoán các hướng tấn công chính của đối phương để thực hiện các biện pháp điều động lực lượng đối phó. Do đó, sẽ là một sự nhầm lẫn lớn nếu cho rằng quân đội Liên Xô ở Phương diện quân Tây Nam và Phương diện quân Nam không được quan tâm đúng mức và cung cấp thêm lực lượng dự bị để bảo vệ khu công nghiệp Kharkov nên bị thất bại và phải rút lui. Sau khi quân đội Đức Quốc xã tiếp tục phát triển tấn công vào các Phương diện quân Bryansk (phía bắc) và Phương diện quân Nam, khu vực mặt trận của Phương diện quân Tây Nam (Liên Xô) lại hình thành một chỗ lồi nguy hiểm, chứa đựng những nguy cơ bị đánh tạt sườn và lặp lại cuộc hợp vây ở Đông Kiev trước đó một tháng. Trong các trường hợp đó, quyết định sơ tán khu công nghiệp Kharkov khu công nghiệp, một phần vùng Donbass và rút quân là hoàn toàn phù hợp với tình hình thực tế.
Mặc dù trong hồi ký của mình, nguyên soái Bagramian trích dẫn báo chí mô tả cuộc phòng thủ Kharkov như một "sự chích máu đối với quân Đức ở Kharkov". nhưng trong các báo cáo ngày 25 tháng 10 của Bộ tư lệnh Phương diện quân Tây Nam, chính ông cũng đã chỉ ra những vấn đề yếu kém của quân đội Liên Xô trong các trận phòng thủ thành phố: "Khả năng phòng thủ thành phố được tận dụng ở mức thấp nhất. Việc bố trí hoả lực bắn chặn, công sự và các chướng ngại vật đều yếu. Sở chỉ huy phòng thủ thành phố và Sở chỉ huy tập đoàn quân 38 đã rút lui ngay từ ngày 24 tháng 10 nên không thể chỉ huy được quân đội. Nhiều cơ hội phản kích gây thiệt hại cho quân Đức bị bỏ lỡ. Trách nhiệm thực hiện cuộc phòng thủ kém hiệu quả trước hết thuộc về tư lệnh, tham mưu trưởng và toàn ban chỉ huy tập đoàn quân 38 cũng như các sĩ quan phụ trách hướng của Phương diện quân Tây Nam". Tuy nhiên, đó chỉ là một góc của mặt trận. Đến hết tháng 10 năm 1941, khi Phương diện quân Tây Nam (Liên Xô) đã trụ lại được trên tuyến phòng ngự mới, giao cho mỗi tập đoàn quân kiểm soát một địa đoạn chính diện và quân đội Đức đã ngừng tấn công thì Bộ Tư lệnh Phương diện quân Nam Liên Xô cho rằng, họ đã thành công trong việc rút quân, sơ tán các khu công nghiệp và bảo toàn lực lượng.
Nếu tính tổng hợp tất cả các yếu tố con người, nền công nghiệp và tiềm năng giao thông của Kharkov, thì có thể kết luận rằng đây là thành phố công nghiệp lớn nhất ở Liên Xô bị chiếm đóng hoàn toàn bởi quân đội Đức Quốc xã trong chiến tranh thế giới thứ hai. Sau khi chiếm đóng thành phố, Bộ Tổng tư lệnh quân đội Đức Quốc xã dự định sẽ ngay lập tức sử dụng các cơ sở công nghiệp và năng lực vận tải phục vụ cho các hoạt động quân sự và công nghiệp quân sự của họ. Tuy nhiên, khi khảo sát hơn 190 cơ sở công nghiệp và các cơ sở giao thông vận tải, các chuyên gia Đức đã ghi nhận mức độ cực hủy diệt rất lớn do các hành động quân sự gây ra; thậm chí có cả các thiết bị giả mạo trong khi các thiết bị thật sự còn hoạt động tốt đã được di tản cùng với đội ngũ kỹ sư và công nhân lành nghề. Với một nỗ lực to lớn để xây dựng lại cơ sở hạ tầng, cuối cùng thì đến tháng 5 năm 1942, quân Đức cũng đã có được ở Kharkov một cơ sở lớn để sửa chữa và bảo trì các phương tiện chiến tranh của quân đội Đức ở miền Nam Nga, nơi không có cơ sở nào khác để sửa chữa các phương tiện bay quân sự, vũ khí bọc thép, thiết bị đường sắt và các loại vũ khí. Cũng do nhận thức được tầm quan trọng đó mà Bộ tổng tư lệnh Liên Xô luôn chọn Kharkov làm mục tiêu tấn công cho các chiến dịch lớn của họ trong các mùa hè năm 1942, mùa xuân năm 1943 và chiến dịch Thống soái Rumyantsev cuối tháng 7, đầu tháng 8 năm 1943 ngay sau Trận Kursk. Chỉ trong 3 năm, thành phố này đã bốn lần đổi chủ và cuối cùng được quân đội Liên Xô giải phóng hoàn toàn và vĩnh viễn vào tháng 8 năm 1943 với dân số còn sót lại từ 190 đến 230 nghìn người.
Thành công đáng kể nhất của Liên Xô là họ đã di chuyển toàn bộ các thiết bị công nghiệp nặng cũng như đội ngũ kỹ sư, công nhân lành nghề từ khu công nghiệp Kharkov - Donbass đến các thành phố Chelyabinsk, Perm, Sverdlovsk, Ural Khimaz, Novosibirsk và nhiều thành phố công nghiệp khác trong các vùng Ural, Đông Siberi, Tây Siberi, Hạ Volga, Kazakstan và Trung Á. Chính những cơ sở công nghiệp này đã phục hồi và đẩy mạnh sản xuất ngay từ giữa năm 1942 và bắt đầu cung cấp cho quân đội Liên Xô nhiều phương tiện chiến tranh hiện đại; trong đó có hàng chục nghìn xe tăng kiểu T-34 nổi tiếng, ưu việt hơn hẳn những "chiếc hộp sắt tây" kiểu BT-7, T-26, T-28 mà Liên Xô đã dùng trong giai đoạn đầu cuộc Chiến tranh vệ quốc vĩ đại. Các cơ sở sản xuất nông nghiệp được sơ tán cũng phục hồi và phát triển tại các vùng Hạ Volga, Ural và Kazakstan. Những cơ sở sản xuất này đã có những ảnh hưởng quyết định về vật chất đến tương quan lực lượng trên mặt trận Xô Đức từ cuối năm 1942 trở đi.

#### Sách in
- Вохмянин В. К. и Подопригора А. И. «Харьков, 1941-й. Часть 1. У края грозы». Райдер. Харьков. 2008. страницы 4. (V. K. Vokhmyanin và A. I. Podoprigora. Kharkov, năm 1941, Phần 1: Ở rìa cơn bão. Kharkov. Ryder. 2008.)
- Вохмянин В. К. и Подопригора А. И. «Харьков, 1941-й. Часть 2 Город в огне», Харьков, Райдер, год 2009 (V. K. Vokhmyanin và A. I. Podoprigora. Kharkov, năm 1941, Phần 2: Thành phố trong ngọn lửa. Kharkov. Rayder. 2009.)
- Мельников В. М. «Харьков в огне сражений. Забытый 41-й», Харьков, СИМ, год 2008 (V. M. Melnikov. Kharkov trong ngọn lửa chiến trận - Năm 1941 bị quên lãng. Kharkov. SIM. 2008.)
- Алексей Валерьевич Исаев «Котлы 41-го. История ВОВ, которую мы не знали». — Москва: Яуза-Эксмо, 2005 (Alexey Valeryevich Isaev. Lịch sử của Chiến tranh thế giới thứ hai - Những lần bị bao vây mà chúng ta chưa từng biết.Moskva. Yauza-Eksmo. 2005.)
- I. Kh. Bagramian. Chiến tranh đã bắt đầu như thế. Nhà xuất bản Tiến Bộ. Moskva. 1986. (tiếng Việt).
- Сборник.«Боевая техника и оружие 1939—1945». Москва. Воениздат. 2001.(Bộ sưu tập, Vũ khí và trang bị quân sự 1939-1945. Nhà xuất bản Quân sự. Moskva. 2001)
- Быстриченко А. В. «ХПЗ-Завод им. Малышева. 1895—1995. Краткая история развития». Харьков. Прапор. год 1995. (A. V. Bystrichenko. Tóm tắt lịch sử phát triển Nhà máy cơ khí mang tên Malyshev (1895-1995). Nhà xuất bản Ngọn cờ. Kharkov. 1995.)
- Владимир Васильевич Карпов, «Маршал Жуков, его соратники и противники в годы войны и мира». Книга I. (Vladimir Vasilievich Karpov. Nguyên soái Zhukov, đồng đội và đối thủ của ông trong chiến tranh và hòa bình. Tập 1)
- Хью Тревор-Ропер. Застольные беседы Гитлера. 1941-1944 гг. Москва. Центрполиграф. 2005.(Các cuộc nói chuyện của Hitler 1941-1944. Moskva. Trung tâm lưu trữ. 2005.)
- Соболь Н. А, «Воспоминания директора завода», Харьков, Прапор, 1995. (N. A. Sobol. Hồi ức của giám đốc nhà máy. Nhà xuất bản Ngọn cờ. Kharkov 1995.)
- Мюллер-Гиллебранд Буркхарт, «Сухопутная армия Германии. 1933—1945 гг.» Москва, Изограф (издательство), Эксмо, 2003.
- Русский Архив, «Великая Отечественная: Ставка ВГК. Документы и материалы 1941 год.», Том 16, Москва, Терра (издательство), 1996. (Cơ quan tư liệu Nga. Bộ Tổng tư lệnh trong Chiến tranh vệ quốc vĩ đại - Tài liệu và hiện vật năm 1941 tập 16. Moskva. Nhà xuất bản Terra. 1996.)
- Сборник, «Історія міста Харкова XX століття», Харьков, Фолио, 2004 (Bộ sưu tập, Lịch sử thế kỷ XX thành phố Kharkov. Kharkov. Folio. 2004 tiếng Ukraina)
- Скоробогатов, А. В., «Харків у часи німецької окупації (1941—1943)», Харьків, Прапор, 2006 г (A. V. Skorobogatov. Kharkov trong thời kỳ bị chiếm đóng của Đức (1941-1943). Nhà xuất bản Ngọn cờ. Kharkov. 2006. tiếng Ukraina)
- Кранцфельд Я. Л., «Загадки Дробицкого Яра», Харьков, Народный университет еврейской культуры //Истоки № 1, 1997 г (Ya. L. Kransfeld. Những bí mật về Drobitsk. Đại học Quốc gia Kharkov - Khoa Văn hóa Do Thái / bản gốc gốc của số 1, 1997)
- Grigori Doberin. Những bí mật của Chiến tranh thế giới thứ hai. Nhà xuất bản Sự Thật. Hà Nội. 1986.